# Електровакуумний діод
Електрова́куумний діо́д — вакуумна електронно-керована лампа, яка має лише анод і катод.

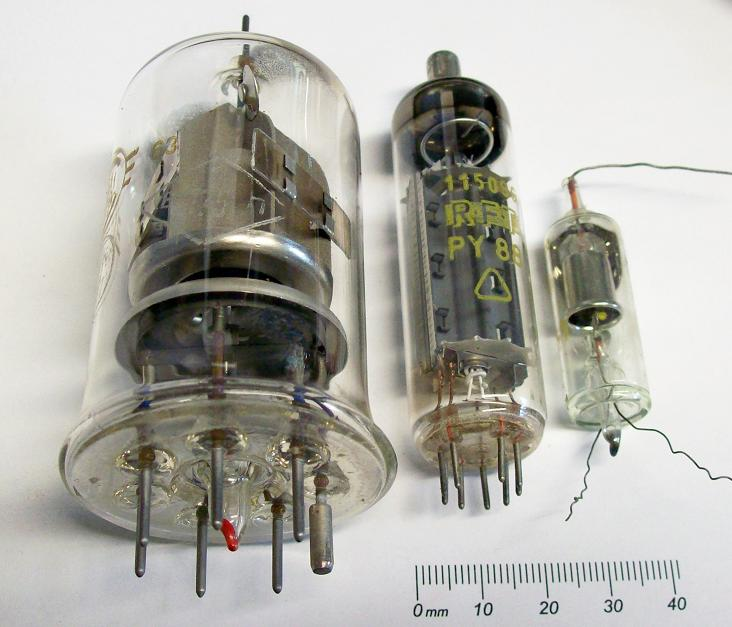
Електровакуумні діоди в асортименті

Катод діода нагрівається до температур, при яких виникає термоелектронна емісія. При подаванні на анод негативної відносно катода напруги усі емітовані катодом електрони повертаються на катод, при подаванні на анод позитивної напруги частина емітованих електронів спрямовується до анода, формуючи його струм. Таким чином, діод випрямляє прикладену до нього напругу. Ця властивість діода використовується для випрямлення змінного струму й детектування сигналів високої частоти. Практичний частотний діапазон традиційного вакуумного діода обмежений частотами до 500 МГц. Дискові діоди, інтегровані у хвилеводи, здатні детектувати частоти до 10 ГГц.

## Історична довідка

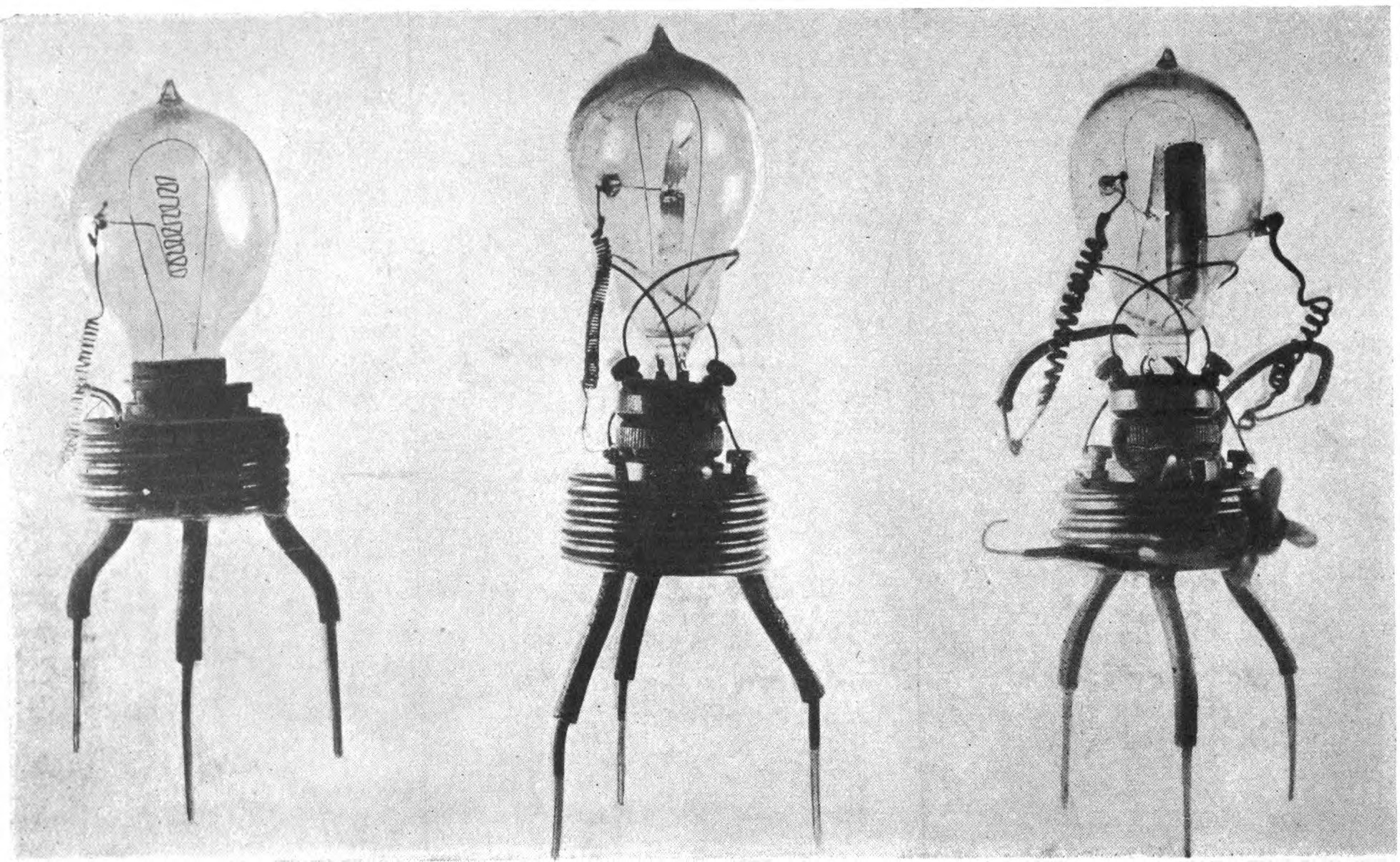
Перші зразки діодів конструкції Флемінга (вентилі Флемінга) (поч. 1900-х)

У 1873 році британський вчений Фредерік Гатрі (англ. Frederick Guthrie; 1833–1886) відкрив принцип функціонування вакуумного діода. Підносячи розжарений метал до додатно зарядженого електроскопа, і не торкаючись його, він зміг розрядити електроскоп, а з від'ємно зарядженим електроскопом такого не траплялося. У 1883 році Томас Едісон, незалежно від попередника, у процесі досліджень причин перегоряння електричних лампочок встановив, що між розжареною ниткою лампи та зовнішнім електродом є можливим проходження струму. Він запатентував встановлений ефект, що згодом отримав назву «термоелектронна емісія», але робіт у напрямку його дослідження чи використання не проводив.
Перший електровакуумний діод сконструював англійський фізик Джон Амброз Флемінг у 1904 році.
Ірвінг Ленгмюр виконуючи роботи на замовлення компанії General Electric у 1909–1916 роках суттєво удосконалив техніку вакуумування й винайшов вакуумний дифузійний насос, що зробило можливим досягнення глибокого вакууму й значно покращило характеристики електровакуумного діода. Ленгмюр відкрив також ефект впливу домішок торію на зростання емісійної здатності вольфрамового катода.
У 1925 році Radio Corporation of America та General Electric випустили на ринок UX213, перший масовий електровакуумний випрямний діод.

## Будова

Будова електровакуумного діода: 1 — скляна колба; 2 — анод; 3 — катод

Електровакуумний діод являє собою посудину (балон), в якому створено високий вакуум. В балоні розміщені два електроди — катод і анод. Катод прямого нагріву має вигляд прямої або W-подібної нитки, що розігрівається струмом розжарення. Катод непрямого нагріву — довгий циліндр або короб, всередині яких покладена електрично ізольована спіраль підігрівача. Зазвичай, катод вкладений всередину циліндричного або коробчастого анода, який в силових діодах може мати ребра або «крильця» для відводу тепла. Виводи катода, анода і підігрівача (в лампах непрямого нагріву катода) з'єднані з зовнішніми виводами (ніжками лампи).

## Принцип роботи
При розігріві катода електрони почнуть покидати його поверхню за рахунок термоелектронної емісії. Покинувши поверхню електрони будуть перешкоджати вильоту інших електронів, в результаті навколо катода утворюється свого роду хмара електронів. Частина електронів з найменшими швидкостями із хмари падає назад на катод. При заданій температурі катода хмара стабілізується: на катод падає стільки ж електронів, скільки з нього вилітає.
Уже при нульовій напрузі анода відносно катода (наприклад, при короткому замиканні анода на катод) в лампі тече струм електронів з катода в анод: відносно швидкі електрони долають потенційну яму просторового заряду і притягуються до анода. Відсічення струму наступає тільки тоді, коли на анод подано замикаюча негативна напруга порядку −1 В і нижче. При подачі на анод позитивної напруги в діоді виникає прискорювальне поле, струм анода зростає. При досягненні струмом анода значень, близьких до межі емісії катода, зростання струму сповільнюється, а далі стабілізується (насичується).

## Вольт-амперна характеристика

Вольт-амперна характеристика електровакуумного діода

Вольт-амперна характеристика (ВАХ) електровакуумного діода має 3 характерних ділянки:
1. Нелінійна ділянка. На початковій ділянці ВАХ струм повільно зростає при збільшенні напруги на аноді, що пояснюється протидією полю анода об'ємного негативного електричного заряду електронної хмари. У порівнянні із струмом насичення, анодний струм при {\displaystyle U_{a}=0} є надзвичайно малим (і не показаний на схемі). Його залежність від напруги має експоненціальний характер. Для повної зупинки анодного струму слід прикласти деяку від'ємну напругу, що називають напругою закриття.
2. Ділянка закону степеня три других (закон Чайлда). Залежність анодного струму від напруги описується законом:
{\displaystyle j=g\cdot U_{a}^{3/2},}
де g — стала, що залежить від конфігурації й розмірів електродів. В найпростішій моделі вона не залежить від складу й температури катода, в дійсності ж зростає з ростом температури через нерівномірне нагрівання катода.
3. Ділянка насичення. При подальшому збільшенні напруги на аноді зростання струму сповільнюється, а потім повністю припиняється, так як всі електрони, що вилітають з катода, досягають анода. Подальше збільшення анодного струму при даній величині напруги розжарювання є неможливим, оскільки для цього потрібні додаткові електрони, а їх взяти ніде, так як вся емісія катода вичерпана. Усталений анодний струм називається струмом насичення. Ця ділянка описується рівнянням Річардсона-Дешмана (див. термоелектронна емісія):
{\displaystyle j=AT^{2}\exp \left(-{e\varphi  \over kT}\right),}
де {\displaystyle A={4\pi mek^{2} \over h^{3}}=120{{\text{A}} \over {{\text{cm}}^{2}{\text{K}}^{2}}}} — універсальна термоелектронна стала Зоммерфельда.
ВАХ анода залежить від напруги розжарення — чим більшим є розжарювання, тим більшою є крутизна ВАХ і тим більшим є струм насичення. Надмірне збільшення напруги розжарювання приводить до зменшення терміну служби лампи.

## Основні параметри
До основних параметрів електровакуумного діода належать:
- Крутизна ВАХ: {\displaystyle S={dI_{a} \over dU_{a}}} — зміна анодного струму в мА на 1 В зміни напруги.
- Диференціальний опір: {\displaystyle R_{i}={1 \over S}}
- Максимально допустима зворотна напруга. При деякій напрузі, прикладеній у зворотному напрямі (тобто зміні полярності катода й анода), відбувається пробій діода — проскакує іскра між катодом та анодом, що супроводжується різким зростанням сили струму.
- Напруга закриття — напруга, яка необхідна для припинення струму у діоді.
- Максимально допустима потужність розсіювання.

Крутизна і внутрішній опір є функціями від анодної напруги і температури катода.
Якщо температура катода стала, то в межах ділянки «степеня трьох других» крутизна дорівнює першій похідній від функції «степеня трьох других».

## Класифікація

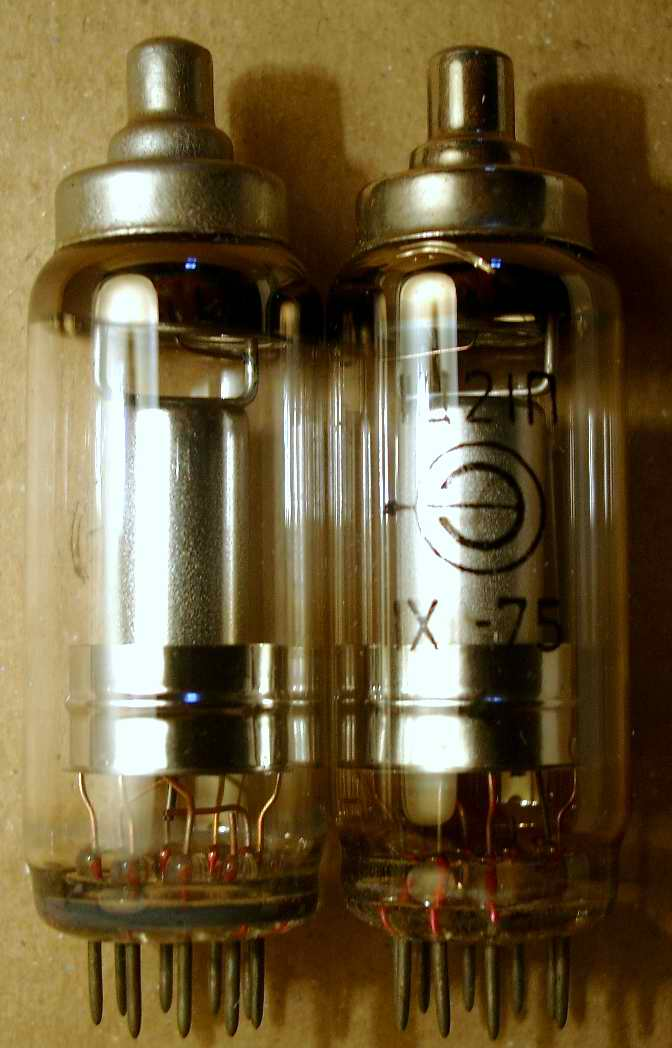
Електровакуумний діод (кенотрон) марки 1Ц21П (1975)

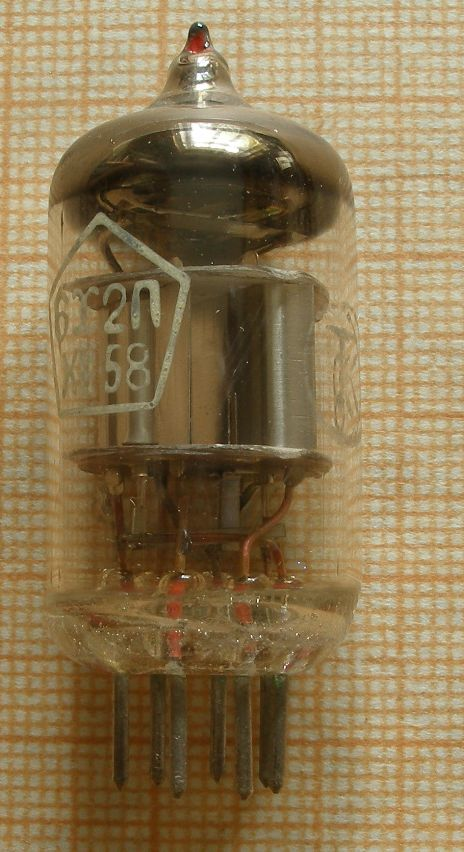
Електровакуумний подвійний діод пальцевого типу марки 6Х2П (1958)

Залежно від призначення та виконання електровакуумні діоди бувають наступних виконань:
- Одинарний (одноанодний) діод — малопотужний різновид електровакуумного діода, призначений для детектування сигналів високої частоти.
- Подвійний (двоанодний) діод — те ж але містить два діоди в одному корпусі із спільним розігрівом катода з метою використання їх у схемах двопівперіодного випрямлення.
- Кенотрон (від грец. kenos — порожній і (elec)tron)  — електровакуумний діод, що використовується у випрямних та імпульсних режимах[1] (потужний різновид електровакуумного діода). Одинарний (одноанодний) кенотрон містить катод прямого або непрямого розігріву і анод. Низьковольтні кенотрони (допустима зворотна напруга на аноді до 2 кВ, допустима сила прямого струму сягає декількох ампер) мають оксидні катоди. Високовольтні кенотрони (напруга до 1 МВ, сила струму до 500 мА) мають оксидний або карбідований катод. З розвитком напівпровідникової техніки кенотрони повністю витіснені напівпровідниковими діодами.
- Механотрон — електронно-керована лампа, в якій керування потоком електронів та іонів здійснюється механічним переміщенням одного чи декількох їх електродів відносно інших[1]. Може виконуватись як електровакуумний або газорозрядний прилад. Зазвичай, це різновид діода, у якому силою електронного чи іонного струму можна керувати механічним впливом ззовні. Механотрон є одним з видів електронно-механічних перетворювачів. Призначений для прецизійного вимірювання лінійних переміщень, кутів, сил і вібрації в контрольно-вимірювальних пристроях.

## Маркування приладів
Електровакуумні діоди маркувались за наступним принципом:
1. Перше число вказує на величину напруги розжарювання, заокруглену до цілого числа.
2. Другий символ означає тип електровакуумного приладу. Для діодів:
  - Д — одинарний діод.
  - Ц — кенотрон (випрямний діод)
  - X — подвійний діод (містить два діоди в одному корпусі із спільним нагрівом)
    - МХ — механотрон-подвійний діод
    - МУХ — механотрон-подвійний діод для вимірювання кутів
3. Наступне число — порядковий номер розробки приладу.
4. Останній символ — конструктивне виконання приладу:
  - С — скляний балон діаметром понад 24 мм без цоколя або з октальним (восьмиштирковим) пластмасовим цоколем з ключем.
  - П — пальчикові лампи (скляний балон діаметром 19 або 22,5 мм з жорсткими штировими виводами без цоколя).
  - Б — мініатюрна серія з гнучкими виводами і з діаметром корпуса до 10 мм.
  - А — мініатюрна серія з гнучкими виводами і з діаметром корпуса до 6 мм.
  - К — серія ламп в керамічному корпусі.

Відсутність останнього символу свідчить про металевий корпус.

## Умовні графічні познаки
Умовні графічні познаки найвідоміших типів електровакумних діодів за ГОСТ 2.730-73.
 

## Порівняння з напівпровідниковими діодами
Порівняно з напівпровідниковими діодами в електровакуумних діодах відсутній зворотний струм, і вони витримують вищі напруги. Вони є стійкими до іонізуючих випромінювань, однак мають набагато більші розміри і менший коефіцієнт корисної дії.